# Karl Ludwig von Pritzelwitz (Generalmajor, 1785)
Karl Ludwig von Pritzelwitz (* 5. März 1785 in Potsdam; † 6. Januar 1852 ebenda) war ein preußischer Generalmajor.

## Leben

### Herkunft
Er war der Sohn des preußischen Majors Johann Friedrich von Pritzelwitz (1757–1843) und dessen Ehefrau Dorothea Luise, geborene Teichert (1768–1850).

### Militärkarriere
Pritzelwitz besuchte seit April 1797 das Berliner Kadettenhaus und wurde am 28. März 1802 als Fähnrich im Infanterieregiment „von Courbière“ der Preußischen Armee angestellt. Dort avancierte er im April 1804 zum Sekondeleutnant und nahm während des Vierten Koalitionskrieges 1806/07 an der Verteidigung von Danzig gegen die Franzosen teil. Zu Beginn der Befreiungskriege kam Pritzelwitz zum I. Reservebataillon im 2. Westpreußischen Infanterie-Regiment. Kurz darauf wurde er mit der Beförderung zum Premierleutnant in das 7. Reserve-Infanterie-Regiment versetzt. Mit diesem Verband beteiligte sich Pritzelwitz an den Blockaden von Glogau und Erfurt, kämpfte in den Schlachten bei Bautzen, Kulm und Montmirail. In der Schlacht um Dresden wurde er verwundet und für Leipzig erhielt Pritzelwitz das Eiserne Kreuz II. Klasse. Am 10. April 1815 wurde er zum Kapitän befördert und zum Kompaniechef ernannt. In dieser Eigenschaft kämpfte er in den Schlachten bei Ligny und Waterloo.
Nach dem Friedensschluss stieg Pritzelwitz im Juni 1825 zum Major auf und wurde zum Kommandeur des I. Bataillons im 13. Landwehr-Regiment ernannt. Vom 21. Juli 1836 bis zum 29. März 1839 folgte eine Verwendung als Bataillonskommandeur im 8. Infanterie-Regiment (genannt Leib-Infanterie-Regiment). Im Anschluss zum Oberstleutnant befördert, beauftragte man Pritzelwitz mit der Führung des 26. Infanterie-Regiments in Magdeburg. Am 28. Januar 1840 folgte seine Ernennung zum Regimentskommandeur sowie am 10. September 1840 die Beförderung zum Oberst. Unter Verleihung des Roten Adlerordens III. Klasse mit Schleife wurde Pritzelwitz am 11. März 1843 mit dem Charakter als Generalmajor und der gesetzlichen Pension zur Disposition gestellt.

### Familie
Pritzelwitz hatte sich am 29. September 1814 in Berlin mit Henriette von Krohn (1794–1879) verheiratet. Sie war die Tochter des späteren preußischen Generalmajors Johann von Krohn. Aus der Ehe gingen zwei Töchter und der Sohn Karl Johann Ferdinand (1823–1846) hervor.